# Hotel Randers
Hotel Randers ligger i centrum af Randers.
Hotellet, der blev opført i 1856, er et af de ældste hoteller i provinsen og det eneste firstjernede i det kronjyske område. Hotellets direktør var fra 1960 til sin død i 2014 Sonja Mathisen. Siden 1973 var hun eneejer af hotellet, som hun arvede efter sin mand, Wilhelm Mathisen. Fra 1958 til 1995 var hun også administrerende direktør for Hotel Imperial i København.
Mange kendte har gennem årene overnattet på Hotel Randers. Bl.a. var Victor Borge en trofast gæst. Hotellet er kendt for festlokalerne Gobelinsalen og Gauguinsalen. Sidstnævnte er udsmykket af Jean Gauguin, som er søn af den kendte maler Paul Gauguin. I maj 2006 åbnede Café Mathisen lige ud til handelsgaden Torvegade.

## Brand
Hotel Randers var 4. juni 2015 udsat for en voldsom brand der ødelagde store dele af tagkonstruktionen, og hvor gæster og personale måtte evakueres. Hotellet blev genopbygget, men åbnede først igen efter to år. 